# Pattinaggio di velocità ai I Giochi olimpici giovanili invernali - 500 m maschile
La gara dei 500 metri maschili di pattinaggio di velocità ai I Giochi olimpici giovanili invernali di Innsbruck 2012 si è svolta alla Eisschnellaufbahn il 14 gennaio. Hanno preso parte a questa gara 16 atleti in rappresentanza di 13 nazioni.

## Risultati
| Pos. | Nome                   | Nazione       | Corsa 1  | Corsa 1 | Corsa 1 | Corsa 2  | Corsa 2  | Corsa 2 | Totale | Totale   |
| Pos. | Nome                   | Nazione       | Batteria | Tempo   | Pos.    | Batteria | Tempo    | Pos.    | Tempo  | Distacco |
| ---- | ---------------------- | ------------- | -------- | ------- | ------- | -------- | -------- | ------- | ------ | -------- |
|      | Liu An                 | Cina          | 5        | 37"668  | 1       | 8        | 37"832   | 1       | 75"50  |          |
|      | Raman Dubovik          | Bielorussia   | 7        | 38"874  | 2       | 8        | 38"950   | 3       | 77"824 | +2"32    |
|      | Toshihiro Kakui        | Giappone      | 5        | 38"880  | 3       | 7        | 38"947   | 2       | 77"827 | +2"32    |
| 4    | Vasilij Puduškin       | Russia        | 6        | 38"921  | 4       | 6        | 39"197   | 5       | 78"08  | +2"58    |
| 5    | Stanislav Palkin       | Kazakistan    | 6        | 39"322  | 5       | 7        | 39"118   | 4       | 78"44  | +2"94    |
| 6    | Park Dai-Han           | Corea del Sud | 7        | 39"148  | 6       | 6        | 39"460   | 6       | 78"87  | +3"37    |
| 7    | Matteo Cotza           | Italia        | 8        | 39"988  | 7       | 5        | 39"610   | 7       | 79"59  | +4"09    |
| 8    | Marcel Drwięga         | Polonia       | 2        | 40"359  | 10      | 3        | 39"949   | 8       | 80"30  | +4"80    |
| 9    | Henrik Fagerli Rukke   | Norvegia      | 1        | 40"278  | 9       | 4        | 40"370   | 10      | 80"64  | +5"14    |
| 10   | Cristian-Adrian Mocanu | Romania       | 2        | 40"499  | 11      | 4        | 40"228   | 9       | 80"72  | +5"22    |
| 11   | Maksim Duboŭski        | Bielorussia   | 3        | 40"610  | 12      | 3        | 40"927   | 11      | 81"53  | +6"03    |
| 12   | Tuomas Rahnasto        | Finlandia     | 3        | 41"585  | 14      | 2        | 41"218   | 12      | 82"80  | +7"30    |
| 13   | Thomas Petutschnigg    | Austria       | 1        | 41"438  | 13      | 2        | 41"739   | 13      | 83"17  | +7"67    |
| 14   | Kenneth Stargardt      | Germania      | 4        | 41"978  | 15      | 1        | 41"912   | 14      | 83"89  | +8"39    |
| 15   | Lasse Ahonen           | Finlandia     | 4        | 42"594  | 16      | 1        | 42"163   | 15      | 84"75  | +9"25    |
| -    | Dmitrij Morozov        | Kazakistan    | 8        | 40"241  | 8       | 5        | ritirato |         |        |          |